# Toyota Aqua
La Toyota Aqua, chiamata anche Toyota Prius C è una vettura prodotta dalla casa automobilistica giapponese Toyota dal 2012.

## Descrizione
È una berlina due volumi ibrida ed è stata classificata dall'EPA come l'auto compatta più efficiente dal punto di vista dei consumi 2012.
La versione di produzione dell'Aqua è stata svelata al salone di 2011. Negli Stati Uniti è stata presentata al salone di Detroit a gennaio 2012 con il nome di Prius C. L'Aqua è stata lanciata in Giappone nel dicembre 2011. Le vendite sono iniziate in diversi mercati asiatici nel gennaio 2012. La Prius C è stata lanciata negli Stati Uniti e in Canada nel marzo 2012. Le vendite in Australia e Nuova Zelanda sono iniziate nell'aprile 2012.
A gennaio 2017, l'Aqua/Prius C era il secondo veicolo ibrido più venduto di Toyota dopo la normale Prius, con 1.380.100 unità vendute in tutto il mondo. L'Aqua è stata l'auto più venduta in Giappone per tre anni consecutivi, dal 2013 al 2015.
La vendita della Prius C fu interrotta negli Stati Uniti alla fine del 2019. Le vendite sono proseguite in altre parti del mondo.